# Ana Ivanović
Ana Ivanović (Ана Ивановић), född 6 november 1987 i Belgrad, Serbien (dåvarande SFR Jugoslavien), är en serbisk högerhänt professionell tennisspelare.

## Tenniskarriären

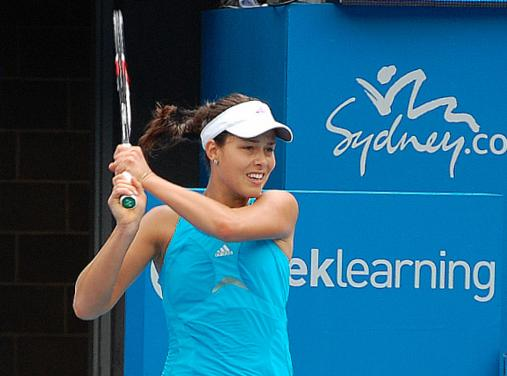

Ana Ivanović blev proffs på WTA-touren i augusti 2003 vid femton års ålder. Hon har hittills (augusti 2008) vunnit 7 singeltitlar på touren och dessutom 5 titlar i ITF-arrangerade turneringar. Hon har ännu inte vunnit någon internationell dubbeltitel. Vid säsongavslutningen 2004 rankades Ana Ivanovic som nummer 97, åren därpå som nummer 16 (2005), som nummer 14 (2006) och som nummer 4 (2007). Hon blev världsetta i singel den 9 juni, efter att Justine Henin slutat med tennisen. Positionen höll hon till den 11 augusti 2008 då Jelena Janković gick förbi. Veckan senare återtog dock Ivanovic förstaplatsen. I dubbel rankades hon som bäst nummer 50 (2006). 
Som singelspelare vann hon sina första fem titlar, alla i ITF-turneringar 2004 (Mallorca 2, Gifu (Japan), Fukuoka (Japan), Fano (Italien) och Batumi (Georgien). Året därpå, 2005 vann hon sin första WTA-titel (Tier IV i Canberra). År 2006 vann hon singeltiteln i Montréal (Tier I-turneringen Rogers Cup) genom finalseger över Martina Hingis. 
Ivanović framgångar har fortsatt under säsongen 2007. I maj vann hon Tier I-turneringen i Berlin (Qatar German Open) genom finalseger över Svetlana Kuznetsova. Hon gjorde därefter en enastående turnering i Franska öppna, där hon nådde final efter strålande spel med vinster på vägen dit över spelare som Kuznetsova och Maria Sharapova. I den följande finalen drabbades Ivanovic av nervositet och nådde inte upp till samma spelstyrka hon haft tidigare under turneringen. Hon besegrades där av belgiskan och världsettan Justine Henin, som vann med 6-1, 6-2. Senare på sommaren nådde Ivanovic semifinalen i Wimbledonmästerskapen. 
Under säsongen 2007 vann Ivanović i augusti dessutom i Los Angeles (finalseger över Nadia Petrova) och i september i Luxemburg (finalseger över Daniela Hantuchová).
I januari 2008 nådde Ivanović finalen i Australiska öppna där hon mötte ryskan Maria Sjarapova som vann med siffrorna 7-5, 6-3.
Hon tog sin första Grad Slam-seger i juni samma år när hon i finalen i Franska öppna 2008 besegrade ryskan Dinara Safina med siffrorna 6-4, 6-3. Den 9 juni rankades hon således som världens bästa kvinnliga tennisspelare.
Under sommaren hade formsvacka (bland annat tidiga förluster i Wimbledonmästerskapen och US Open) och skadebesvär inneburit att Ivanovic har förlorat sin position som etta på världsrankingen.
I december 2016 meddelades att hon lägger tennisracket på hyllan.

## Spelaren och personen
Ana Ivanović spelar med dubbelfattad backhand. Hon är en reslig person (185 centimeter lång). Hennes spel karakteriseras främst av en mycket effektiv serve och kraftfulla grundslag från bakplan.
Hon bor i Basel i Schweiz.
Hon är sedan juli 2016 gift med den tyske fotbollsspelaren Bastian Schweinsteiger

## Grand Slam-finaler, singel

### Finalsegrar (1)
| År   | Mästerskap    | Finalmotståndare | Setsiffror |
| 2008 | Franska öppna | Dinara Safina    | 6-3, 6-2   |

### Finalförluster (2)
| År   | Mästerskap        | Finalmotståndare | Setsiffror |
| 2007 | Franska öppna     | Justine Henin    | 6-1, 6-2   |
| 2008 | Australiska öppna | Maria Sjarapova  | 7-5, 6-3   |

## Övriga titlar påWTA-touren

### Singel (7)
- 2008 - Indian Wells, Linz
- 2007 - Berlin, Los Angeles, Luxemburg
- 2006 - Montréal
- 2005 - Canberra

### Fotnoter
1. ↑  Piers Newbery (26 januari 2008). ”Sharapova wins Aussie Open title” (på engelska). BBC. http://news.bbc.co.uk/sport2/hi/tennis/7209242.stm. Läst 13 juli 2017.
2. ↑  ”Tredje gången gillt för Ivanović” (på svenska). Sportbladet. 7 juni 2008. http://www.aftonbladet.se/sportbladet/tennis/article11431325.ab. Läst 13 juli 2017.
3. ↑  ”Hon är ny världsetta” (på svenska). Svenska Dagbladet. 5 juni 2008. https://www.svd.se/a/342f3f1f-1d4b-3d96-9f93-44187f26233b/hon-ar-ny-varldsetta. Läst 24 mars 2022.
4. ↑  ”Ex-världsettan Ivanović, 29, slutar” (på svenska). Svenska dagbladet. 28 december 2016. https://www.svd.se/ex-varldsettan-ivanovic-29-slutar. Läst 28 december 2016.